# Südafrikanische Cricket-Nationalmannschaft in England in der Saison 1924
Die Tour der südafrikanischen Cricket-Nationalmannschaft nach England in der Saison 1924 fand vom 14. Juni bis zum 19. August 1924 statt. Die internationale Cricket-Tour war Bestandteil der Internationalen Cricket-Saison 1924 und umfasste fünf Tests. England gewann die Serie mit 3–0.

## Vorgeschichte
Für beide Mannschaften war es die erste Tour der Saison.
Das letzte Aufeinandertreffen der beiden Mannschaften bei einer Tour fand in der Saison 1922/23 in Südafrika statt.

## Stadien
Die folgenden Stadien wurden für die Tour als Austragungsort vorgesehen.
| Stadion                     | Stadt      | Kapazität | Spiele  |
| --------------------------- | ---------- | --------- | ------- |
| Edgbaston Cricket Ground    | Birmingham | 24.803    | 1. Test |
| Headingley Stadium          | Leeds      | 17.000    | 3. Test |
| The Oval                    | London     | 23.500    | 5. Test |
| Lord’s Cricket Ground       | London     | 30.000    | 2. Test |
| Old Trafford Cricket Ground | Manchester | 19.000    | 4. Test |

## Kaderlisten
Die Mannschaften benannten die folgenden Kader.
| Test | Test |
| England | Südafrika |
| --- | --- |
| - Arthur Gilligan (K) - Johnny Douglas (VK) - Percy Chapman - George Duckworth (wk) - Percy Fender - George Geary - J. W. Hearne - Patsy Hendren - Jack Hobbs - Harry Howell - Roy Kilner - Jack MacBryan - George Macaulay - Ciss Parkin - Andy Sandham - Bert Strudwick (wk) - Herbert Sutcliffe - Maurice Tate - Dick Tyldesley - Ernest Tyldesley - George Wood (wk) - Frank Woolley | - Herbie Taylor (K) - Jimmy Blanckenberg - Claude Carter - Bob Catterall - Mick Commaille - Nummy Deane - Aubrey Faulkner - Philip Hands - George Hearne - Dave Nourse - Buster Nupen - George Parker - Sid Pegler - Fred Susskind - Tommy Ward (wk) |

## Tests

### Erster Test in Birmingham
| 14. – 17. Juni Scorecard | Birmingham | England 438 (124)                             | – | Südafrika 30 (12.3) & 390 (143.4) (f/o) |
|                          |            | England gewinnt mit einem Innings und 18 Runs |   |                                         |

Südafrika gewann den Münzwurf und entschied sich als Feldmannschaft zu beginnen. Für England begannen Jack Hobbs und Herbert Sutcliffe. Sutcliffe gelang ein Fifty über 64 Runs und wurde gefolgt durch Frank Woolley. Hobbs konnte ebenfalls ein Fifty erzielen und wurde ersetzt von Patsy Hendren. Woolley schied nach 64 Runs aus und als Percy Fender ins Spiel kam, verlor auch Hendren sein Wicket nach einem Fifty über 74 Runs. Daraufhin kam Roy Kilner aufs Feld und Fender erreichte 36 Runs. Der ihm folgende Maurice Tate konnte 19 Runs erzielen, bevor Kilner zusammen mit Arthur Gilligan den Tag beim Stand von 398/7 beendete. Nach einem Ruhetag schied Gilligan nach 13 Runs aus, bevor Kilner das letzte Wicket des Innings nach einem Fifty über 59 Runs verlor. Bester südafrikanischer Bowler war George Parker mit 6 Wickets für 152 Runs. Für Südafrika konnte Eröffnungs-Batter Herbie Taylor 7 Runs erzielen und war damit der beste Batter seines Teams, dass nach 30 Runs das letzte Wicket verlor und so mit einem Rückstand von 408 Runs das Follow-on hinnehmen musste. Die englischen Wickets erzielten Arthur Gilligan mit 6 Wickets für 7 Runs und Maurice Tate mit 4 Wickets für 12 Runs. In ihrem zweiten Innings bildeten die Eröffnungs-Batter Herbie Taylor und Mick Commaille eine Partnerschaft. Taylor erzielte 34 Runs und wurde durch Fred Susskind ersetzt. Commaille gelangen 29 Runs, woraufhin Dave Nourse ins Spiel kam. Susskind erzielte ein Fifty über 51 Runs und Nourse 34 Runs. Daraufhin formten Bob Catterall und Jimmy Blanckenberg eine weitere Partnerschaft, die den tag beim Stand von 274/4 beendete. Am dritten Spieltag schied Blanckenberg nach einem Fifty über 56 Runs aus und dem hineinkommenden Tommy Ward gelangen 19 Runs. Catterall verlor dann das letzte Wicket des Innings nach einem Century über 120 Runs, was jedoch nicht ausreichte England erneut an den Schlag zu bringen. Beste englische Bowler waren Arthur Gilligan mit 5 Wickets für 83 Runs und Maurice Tate mit 4 Wickets für 103 Runs.

### Zweiter Test in London
| 28. Juni – 1. Juli Scorecard | London (Lord’s) | Südafrika 273 (116) & 240 (123.4)             | – | England 531-2d (118) |
|                              |                 | England gewinnt mit einem Innings und 18 Runs |   |                      |

Südafrika gewann den Münzwurf und entschied sich als Schlagmannschaft zu beginnen. Nachdem deren Eröffnungs-Batter frühzeitig ausgeschieden waren, bildete Fred Susskind zusammen mit Bob Catterall eine Partnerschaft. Susskind gelang ein Fifty über 64 Runs und der ihm folgende Jimmy Blanckenberg erreichte 12 Runs. Daraufhin kam Nummy Deane aufs Feld und Catterall verlor sein Wicket nach einem Century über 120 Runs. Es folgte ihm Aubrey Faulkner und nachdem dieser nach 25 Runs ausschied, verlor auch kurz darauf Deane nach 33 Runs sein Wicket. So endete das Innings nach 273 Runs. Beste englische Bowler waren Dick Tyldesley mit 3 Wickets für 52 Runs und Arthur Gilligan mit 3 Wickets für 70 Runs. Für England formten di Eröffnungs-Batter Jack Hobbs und Herbert Sutcliffe eine Partnerschaft, bevor der Tag beim Stand von 28/0 endete. Nach einem Ruhetag schied Sutcliffe nach einem Century über 122 Runs aus und wurde gefolgt durch Frank Woolley. Hobbs erzielte ein Double-Century über 211 Runs, bevor Patsy Hendren ins Spiel kam. Als England einen Vorsprung von 258 erreicht hatte, deklarierten sie das Innings. Woolley gelang bis dahin ein Century über 134* Runs und Hendren ein Fifty über 50* Runs. Die südafrikanischen Wickets erzielte George Parker mit 2 Wickets für 121 Runs. Für Südafrika formten die Eröffnungs-Batter Nummy Deane und Mick Commaille eine Partnerschaft und beendeten den tag beim Stand von 19/0. Am dritten Spieltag erreichte Deane 24 Runs und wurde gefolgt durch Fred Susskind. Commaille schied nach 37 Runs aus und der hineinkommende Dave Nourse verlor sein Wicket nach 11 Runs. Daraufhin kam Bob Catterall ins Spiel und Susskind verlor sein Wicket nach einem Fifty über 53 Runs. Dem hineinkommenden Jimmy Blanckenberg gelangen 15 Runs und wurde durch Aubrey Faulkner ersetzt. Catterall erzielte daraufhin 45 Runs und Faulkner schied kurz darauf nach 12 Runs aus, was nicht ausreichte, um England erneut an den Schlag zu bringen. Bester englischer Bowler war Dick Tyldesley mit 3 Wickets für 50 Runs.

### Dritter Test in Leeds
| 12. – 15. Juli Scorecard | Leeds | England 396 (116) & 60-1 (22.2) | – | Südafrika 132 (51.3) & 323 (127) (f/o) |
|                          |       | England gewinnt mit 9 Wickets   |   |                                        |

England gewann den Münzwurf und entschied sich als Schlagmannschaft zu beginnen. Für sie begannen Jack Hobbs und Herbert Sutcliffe als Eröffnungs-Batter. Hobbs erreichte 31 Runs, woraufhin der hineinkommende J. W. Hearne 15 Runs erzielte und von Patsy Hendren gefolgt wurde. Surcliffe schied nach einem Fifty über 83 Runs aus, woraufhin Ernest Tyldesley 15, Maurice Tate 29 und Arthur Gilligan 28 Runs erreichte. Als Dick Tyldesley aufs Feld kam, verlor auch Hendren sein Wicket nach einem Century über 132 Runs. Tyldesley erreichte 29 Runs und das Innings endete nach 396 Runs. Bester südafrikanischer Bowler war Sid Pegler mit 4 Wickets für 116 Runs. Südafrika verlor früh zwei Wickets, bevor sich Tommy Ward etablierte und den Tag beim Stand von 15/2 beendete. Nach einem Ruhetag schied Ward nach 17 Runs aus, woraufhin Herbie Taylor und Bob Catterall eine Partnerschaft formten. Catterall gelangen 29 Runs und als letzter Batter des innings kam Claude Carter ins Spiel der nach 11 Runs ausschied. Taylor hatte bis dahin 59* runs erzielt und so den Rückstand auf 264 Runs gesetzt. Daraufhin forderte England das Follow-on ein. Bester englischer Bowler war Maurice Tate mit 6 Wickets für 42 Runs. In ihrem zweiten innings formten die Eröffnungs-Batter Mick Commaille und Tommy Ward eine Partnerschaft. Ward konnte 25 Runs erzielen, woraufhin Fred Susskind ins Spiel kam. Commaille erreichte daraufhin 31 Runs und auch Susskind schied kurz darauf nach 23 Runs aus. Daraufhin bildeten Dave Nourse und Herbie Taylor eine weitere Partnerschaft. Nourse gelangen 30 Runs uns als Bob Catterall aufs Feld kam, endete der Tag beim Stand von 232/4. Am dritten Spieltag schieden Taylor und Catterall jeweils nach einem Fifty über 56 Runs aus. Diesen folgte Nummy Deane, an dessen Seite Buster Nupen 11 und Sid Pegler 14 Runs erreichten. Deane beendete das innings ungeschlagen mit 47* Runs und setzte so England eine Vorgabe von 60 Runs. Beste englische Bowler waren Dick Tyldesley mit 3 Wickets für 63 Runs und Maurice Tate mit 3 Wickets für 64 Runs. Für England formte Eröffnungs-Batter Herbert Sutcliffe zusammen mit dem dritten Schlagmann J. W. Hearne eine Partnerschaft, die die Vorgabe im 23. Over einholte. Sutcliffe erreichte dabei 29* und Jearne 23* Runs. Das südafrikanische Wicket erzielte Jimmy Blanckenberg.

### Vierter Test in Manchester
| 26. – 29. Juli Scorecard | Manchester | Südafrika 116-4 (66.5) | – | England |
|                          |            | Remis                  |   |         |

Südafrika gewann den Münzwurf und entschied sich als Schlagmannschaft zu beginnen. Für sie formte Eröffnungs-Batter Tommy Ward eine Partnerschaft zusammen mit dem vierten Schlagmann Dave Nourse. Ward schied nach einem Fifty über 50 Runs aus und wurde durch Herbie Taylor ersetzt. Nourse gelangen 18 Runs und der Tag endete beim Stand von 116/4, als Taylor ebenfalls 18* Runs erzielt hatte. nach einem Ruhetag war in den folgenden beiden tagen kein spielen möglich und so endete das Spiel in einem Remis. Bester englischer Bowler war Maurice Tate mit 3 Wickets für 34 Runs.

### Fünfter Test in London
| 16. – 19. August Scorecard | London (Oval) | Südafrika 342 (124) | – | England 421-8 (131) |
|                            |               | Remis               |   |                     |

Südafrika gewann den Münzwurf und entschied sich als Schlagmannschaft zu beginnen. Diese verloren früh ihre Eröffnungs-Batter, woraufhin Fred Susskind und Dave Nourse eine Partnerschaft formten. Nourse erreichte 37 Runs und der ihm folgende Herbie Taylor 11 Runs. Diesen folgte Bob Catterall und Susskind schied nach einem Fifty über 65 Runs aus. Gefolgt von Nummy Deane, verlor Cattertall sein Wicket nach einem Fifty über 95 Runs und wurde durch Jimmy Blanckenberg ersetzt. Deane gelangen 30 Runs und dem hineinkommenden Sid Pegler 25 Runs. Blanckenberg blieb ungeschlagen mit 46* Runs als das Innings nach 342 Runs endete. Beste englische Bowler waren Maurice Tate mit 3 Wickets für 64 Runs und J. W. Hearne mit 3 Wickets für 90 Runs. Daraufhin endete der Tag. Nach einem Ruhetag bildete Eröffnungs-Batter Jack Hobbs zusammen mit dem dritten Schlagmann J. W. Hearne eine Partnerschaft. Hobbs erreichte 30 und Hearne 35 Runs, bevor Frank Woolley und Andy Sandham eine weitere Partnerschaft formten. Woolley schied nach einem Fifty über 51 Runs aus und wurde durch Patsy Hendren gefolgt. Sandham erreichte 46 Runs, woraufhin Maurice Tate ein Fifty über 50 Runs erzielte und als Arthur Gilligan ins Spiel kam der Tag beim Stand von 332/6 endete. Am dritten Tag verlor Gilligan sein Wicket nach 36 Runs, bevor auch Hendren nach einem Century über 142 Runs ausschied. Kurz darauf begann es zu Regnen und der Tag und das Spiel endete mit einem Remis. Beste südafrikanische Bowler waren Claude Carter mit 3 Wicmets für 85 Runs und Sid Pegler mit 3 Wickets für 128 Runs.

## Statistiken
Die folgenden Cricketstatistiken wurden bei dieser Tour erzielt.
| Tests             | Tests      | Tests   | Tests   | Tests   | Tests   | Tests   | Tests   | Tests   |
| Batting           | Batting    | Batting | Batting | Batting | Batting | Batting | Batting | Batting |
| Spieler           | Mannschaft | Spiele  | Innings | Runs    | Average | HS      | 100s    | 50s     |
| ----------------- | ---------- | ------- | ------- | ------- | ------- | ------- | ------- | ------- |
| Bob Catterall     | Südafrika  | 5       | 8       | 471     | 67,28   | 120     | 2       | 2       |
| Patsy Hendren     | England    | 5       | 4       | 398     | 132,66  | 142     | 2       | 2       |
| Jack Hobbs        | England    | 4       | 5       | 355     | 71,00   | 211     | 1       | 1       |
| Herbert Sutcliffe | England    | 5       | 5       | 303     | 75,75   | 122     | 1       | 2       |
| Fred Susskind     | Südafrika  | 5       | 8       | 268     | 33,50   | 65      | 0       | 4       |
| Bowling           |            |         |         |         |         |         |         |         |
| Spieler           | Mannschaft | Spiele  | Overs   | Wickets | Average | BBI     | 5W      | 10W     |
| Maurice Tate      | England    | 5       | 217.2   | 27      | 15,70   | 6/42    | 1       | 0       |
| Arthur Gilligan   | England    | 4       | 133.3   | 17      | 18,94   | 6/7     | 2       | 0       |
| Dick Tyldesley    | England    | 4       | 130.5   | 12      | 20,75   | 3/50    | 0       | 0       |
| Sid Pegler        | Südafrika  | 5       | 161.2   | 9       | 55,55   | 4/116   | 0       | 0       |
| George Parker     | Südafrika  | 2       | 61.0    | 8       | 34,12   | 6/152   | 1       | 0       |